# Árjabhata
Árjabhata, někdy též Árjabhata I. nebo Árjabhata starší (v sanskrtu आर्यभट, 476-550) byl indický matematik a astronom, jeden ze zakladatelů velké indické matematické tradice, vůbec první indický matematik, jehož dílo se jmenovitě dochovalo.

## Dílo
Kolem roku 499, tedy zřejmě již ve svých 23 letech, vydal své nejslavnější dílo Árjabhatíja, v němž se zabývá jak matematikou, tak astronomií. Je rozděleno do tří částí: Ganitapáda ("matematika"), Kálakrijá ("kalkuly") a Góla ("obloha"). V matematické části je shromážděna suma překvapujících znalostí: historicky první definice nuly[zdroj?], prvních 10 desetinných míst[kde?][zdroj?], číslo π, geometrie pravoúhlých trojúhelníků včetně zákonitostí tzv. Pythagorovy věty, funkce sinus, kvadratické rovnice, lineární rovnice, obecné řešení pro lineární neurčité rovnice, základy euklidovské geometrie, metoda řetězových zlomků apod. Ve druhé části knihy popsal pohyb planet po ekliptických drahách, ovšem i astrologické zákonitosti ("páni hodin a dnů"). V první části (Ganitapáda) popsal také nový číselný systém, tzv. číslování Árjabhata.
Další významné dílo Árja-siddhánta, věnované astronomii, se bohužel nedochovalo, ale prokazatelně silně ovlivnilo o několik století později rozvoj arabské matematiky a astronomie. Útržky se dochovaly v dílech Varáhamihiry, Bháskary I., Brahmagupty a dalších. Víme tak, že Árjabhata definoval Zemi jako kulovité těleso rotující kolem své osy a jas Měsíce správně připsal odrazu slunečního světla.
Byl po něm pojmenován měsíční kráter, stejně jako první indická vesmírná sonda, vypuštěná roku 1975.